# Hypolimnas misippus
Hypolimnas misippus är en fjärilsart som beskrevs av Carl von Linné 1764. Hypolimnas misippus ingår i släktet Hypolimnas och familjen praktfjärilar. Inga underarter finns listade i Catalogue of Life.

## Bildgalleri

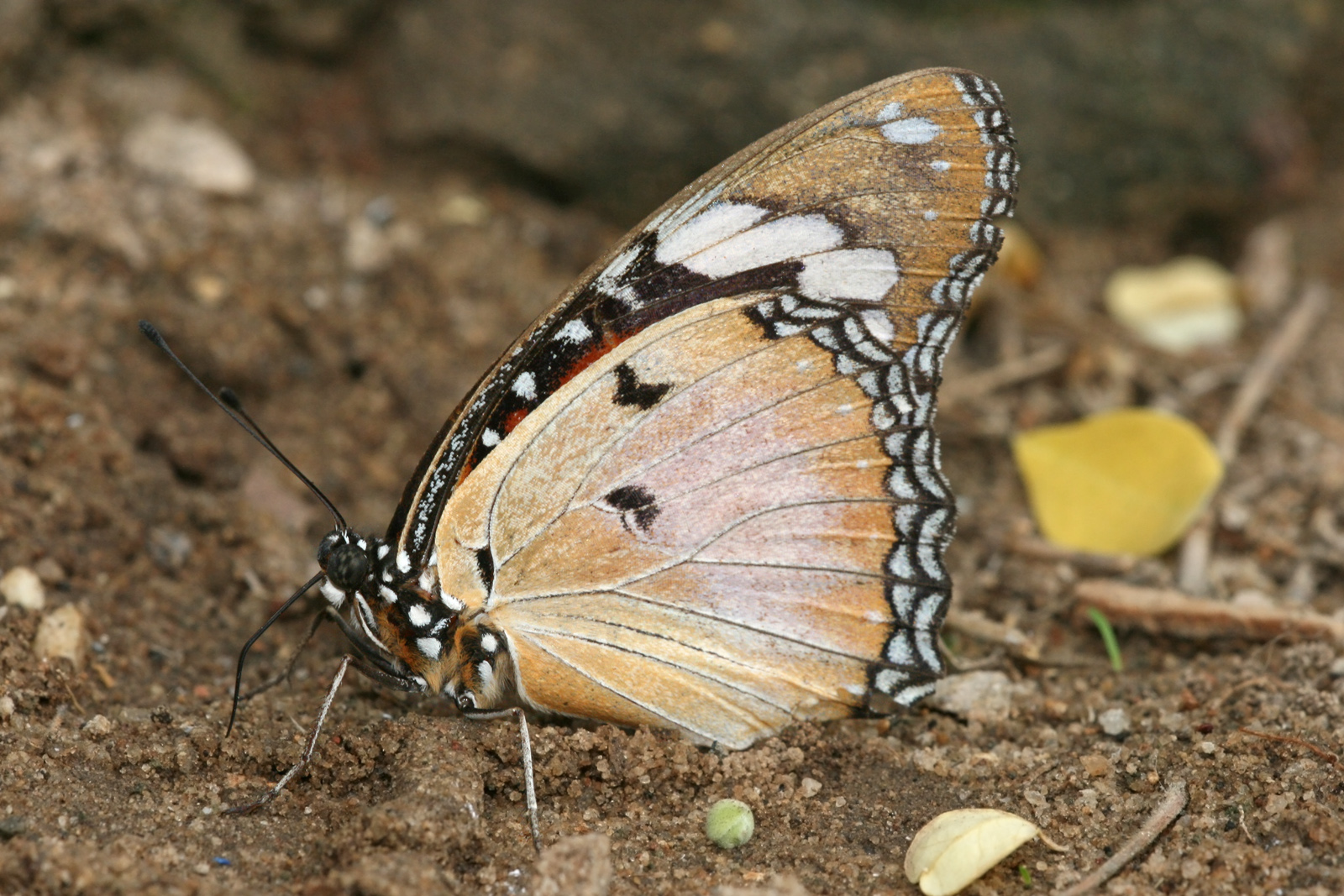
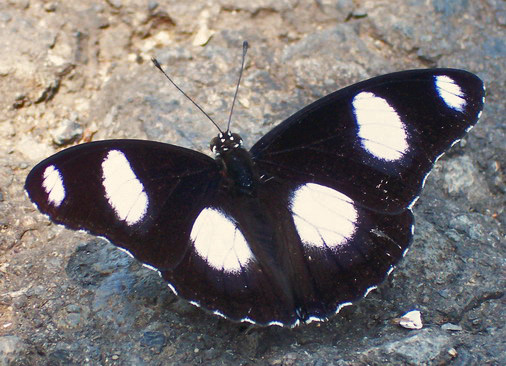
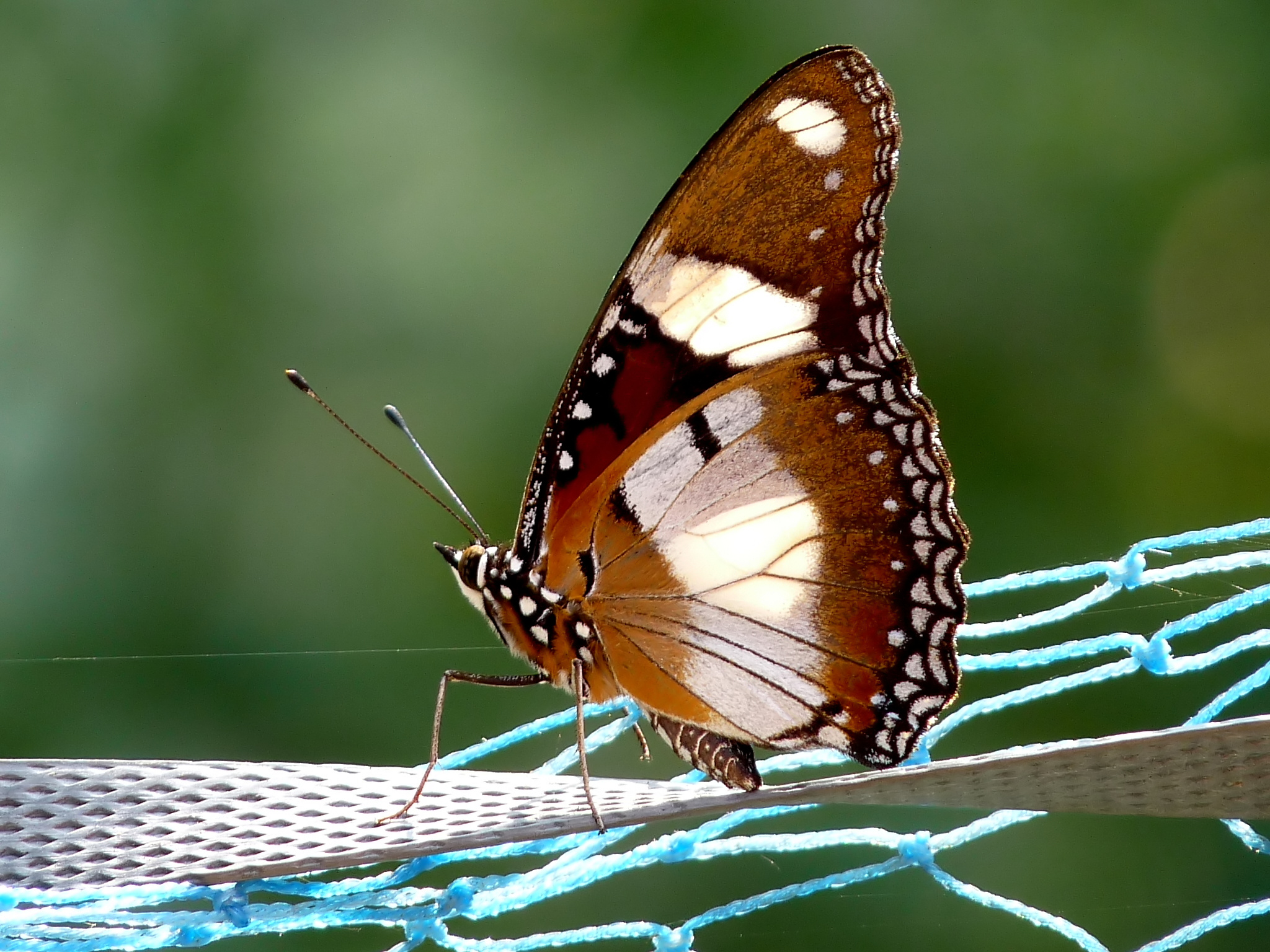
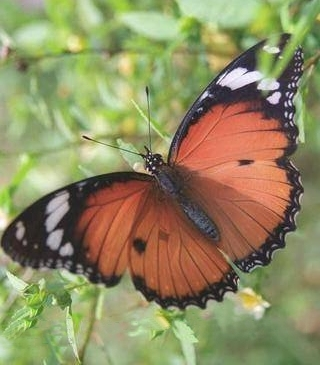
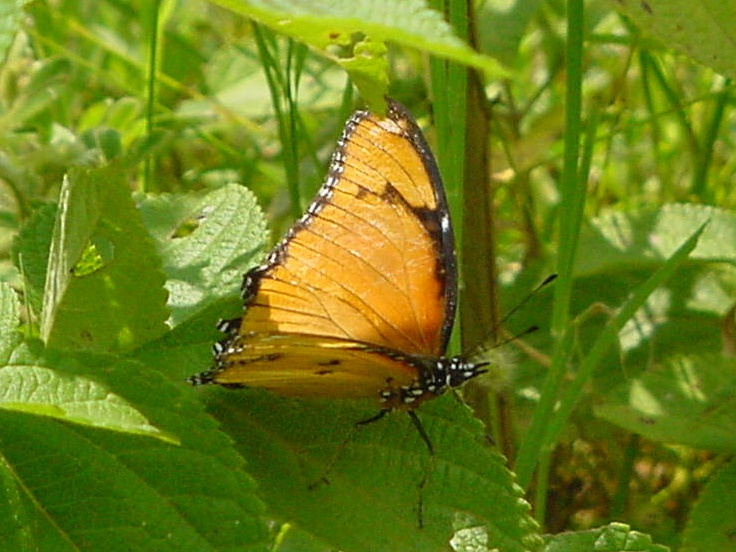
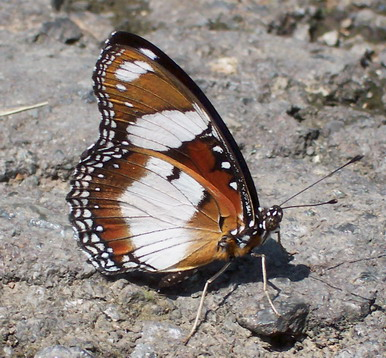